# 孟伍進
孟伍進，江蘇人，清朝軍事將領。
歷任福建督標水師營參將、福建閩安水師副將。乾隆六年，護理福建海壇總兵官。乾隆七年，任福建澎湖水師副將、福建金門總兵官。乾隆十二年，任浙江黃巖鎮總兵官。